# Collision Course
Collision Course är Linkin Parks och Jay-Z:s samarbetsalbum. Innehåller bland annat låten Numb/Encore som varit en riktig publikframgång.

## Låtar
1. "Dirt Off Your Shoulder/Lying From You"
2. "Big Pimpin'/Papercut"
3. "Jigga What/Faint"
4. "Numb/Encore"
5. "Izzo/In The End"
6. "Points of Authority/99 problems/One Step Closer